# Mały Jakub
Mały Jakub – polski film psychologiczny z 2016 roku. Samotnie mieszkający mężczyzna znajduje w swoim mieszkaniu ukrywające się dziecko. Dzieckiem okazuje się siedmioletni chłopiec, który jest jego imiennikiem. Nowa znajomość powoduje u starszego Jakuba powrót wspomnień z dzieciństwa, które zostały zepchnięte głęboko w zapomnienie. Okazuje się, że chłopcu śnią się po nocach koszmary z dzieciństwa po których jest przy śniadaniu zły, że nie może spać.

## Obsada
- Mirosław Baka – Duży Jakub
- Jan Sączek – Mały Jakub
- Eryk Lubos – Ojciec Jakuba
- Dorota Kolak – Babcia Jakuba
- Henryk Talar – Sąsiad babci
- Radosław Pazura – Dyrektor domu dziecka